# Теодора - Изкушението да си жив
„Теодора – Изкушението да си жив“ е български документален филм от 2009 година, по сценарий и режисура на Юри Жиров.

## Сюжет
Филмът е за живота на онкоболната Теодора Захариева, която осъжда държавата да плати обезщетение в размер на 80 000 лв. за липсата на лекарства за лечението ѝ.